# Ooctonus
Ooctonus är ett släkte av steklar som beskrevs av Alexander Henry Haliday 1833. Ooctonus ingår i familjen dvärgsteklar.

## Dottertaxa tillOoctonus, i alfabetisk ordning[1][2]
- Ooctonus acutiventris
- Ooctonus americanus
- Ooctonus aphrophorae
- Ooctonus askhamensis
- Ooctonus atroflavus
- Ooctonus aureinotum
- Ooctonus auripes
- Ooctonus australensis
- Ooctonus austriacus
- Ooctonus bellus
- Ooctonus canadensis
- Ooctonus centaurus
- Ooctonus citriscapus
- Ooctonus collinus
- Ooctonus diversicornis
- Ooctonus dovrensis
- Ooctonus elegantissimus
- Ooctonus flavipes
- Ooctonus flavipodus
- Ooctonus flaviventris
- Ooctonus fuscipes
- Ooctonus gigas
- Ooctonus hemipterus
- Ooctonus himalayus
- Ooctonus ignipes
- Ooctonus insignis
- Ooctonus iona
- Ooctonus isotomus
- Ooctonus langlandi
- Ooctonus mirus
- Ooctonus montanus
- Ooctonus niger
- Ooctonus nigrotestaceus
- Ooctonus notatus
- Ooctonus novickyi
- Ooctonus occidentalis
- Ooctonus orientalis
- Ooctonus pechlaneri
- Ooctonus polonicus
- Ooctonus prometheus
- Ooctonus quadricarinatus
- Ooctonus remonti
- Ooctonus saintpierrei
- Ooctonus sevae
- Ooctonus silvensis
- Ooctonus silvestris
- Ooctonus sinensis
- Ooctonus stammeri
- Ooctonus wagneri
- Ooctonus viennensis
- Ooctonus vulgatus